# Cohors I Thracum Sagittariorum
Die Cohors I Thracum Sagittariorum (oder Sagittaria) (deutsch 1. Kohorte der Thraker der Bogenschützen) war eine römische Auxiliareinheit. Sie ist durch Militärdiplome belegt.

## Namensbestandteile
- Cohors: Die Kohorte war eine Infanterieeinheit der Auxiliartruppen in der römischen Armee.

- I: Die römische Zahl steht für die Ordnungszahl die erste (lateinisch prima). Daher wird der Name dieser Militäreinheit als Cohors prima .. ausgesprochen.

- Thracum: Die Soldaten der Kohorte wurden bei Aufstellung der Einheit aus dem Volk der Thraker auf dem Gebiet der römischen Provinz Thrakien rekrutiert.

- Sagittariorum oder Sagittaria: der Bogenschützen. Der Zusatz kommt in den Militärdiplomen von 136/138 bis 179 vor.

Da es keine Hinweise auf die Namenszusätze milliaria (1000 Mann) und equitata (teilberitten) gibt, ist davon auszugehen, dass es sich um eine Cohors quingenaria peditata, eine reine Infanterie-Kohorte, handelt. Die Sollstärke der Einheit lag bei 480 Mann, bestehend aus 6 Centurien mit jeweils 80 Mann.

## Geschichte
Die Kohorte war in der Provinz Dacia superior stationiert. Sie ist auf Militärdiplomen für die Jahre 136/138 bis 179 n. Chr. aufgeführt.
Die Einheit nahm möglicherweise am Partherkrieg Trajans teil. Der erste Nachweis in Dacia superior beruht auf einem Diplom, das auf 136/138 datiert ist. In dem Diplom wird die Kohorte als Teil der Truppen aufgeführt (siehe Römische Streitkräfte in Dacia), die in der Provinz stationiert waren. Weitere Diplome, die auf 142 bis 179 datiert sind, belegen die Einheit in derselben Provinz.

## Standorte
Standorte der Kohorte sind nicht bekannt.

## Angehörige der Kohorte
Folgende Angehörige der Kohorte sind bekannt:

### Kommandeure
- Gaius Annius Titianus: er wird auf dem Diplom von 142 als Kommandeur genannt.

### Sonstige
- Industes,[4][A 1] ein Fußsoldat: das Diplom von 142 wurde für ihn ausgestellt.
- L(ucius) [F]urius Sev(erus),[A 2] ein Praepositus einer Vexillatio (AE 1990, 871)